# Mejvankilen
Mejvankilen är ett naturreservat i Lycksele kommun i Västerbottens län.
Området är naturskyddat sedan 2009 och är 99 hektar stort. Reservatet omfattar toppen och den delvis branta nordostsluttningen av berget Mejvankilen. Reservatet består av grov gammal granskog med ett stort inslag av gamla sälgar och en del grov asp samt en mindre myr.